# Mesoleius clypearis
Mesoleius clypearis là một loài tò vò trong họ Ichneumonidae.